# Huetamo de Núñez
Huetamo de Núñez är en kommunhuvudort i Mexiko.   Den ligger i kommunen Huetamo och delstaten Michoacán de Ocampo, i den södra delen av landet, 210 km väster om huvudstaden Mexico City. Huetamo de Núñez ligger 304 meter över havet och antalet invånare är 21 899.
Terrängen runt Huetamo de Núñez är kuperad norrut, men söderut är den platt. Runt Huetamo de Núñez är det ganska glesbefolkat, med 27 invånare per kvadratkilometer. Huetamo de Núñez är det största samhället i trakten. Omgivningarna runt Huetamo de Núñez är en mosaik av jordbruksmark och naturlig växtlighet.